# Her Gallant Knights
Pour plus de détails, voir Fiche technique et Distribution.
Her Gallant Knights est un film muet américain d'un réalisateur inconnu, sorti en 1913.

## Fiche technique
- Titre : Her Gallant Knights
- Réalisation : inconnu
- Scénario :
- Photographie :
- Montage :
- Producteur :
- Société de production : Thanhouser Film Corporation
- Société de distribution : Mutual Film
- Pays d'origine :  États-Unis
- Langue : film muet avec les intertitres en anglais
- Métrage : 300 mètres
- Format : Noir et blanc — 35 mm — 1,33:1 — Muet
- Genre : Comédie
- Durée : 10 minutes
- Dates de sortie : 
  -  États-Unis : 22 mars 1913

## Distribution
- Florence LaBadie
- James Cruze
- William Garwood
- Frank Urson
- Riley Chamberlin